# Alfonso Bialetti
Alfonso Bialetti (1888–1970) va ser un enginyer italià que esdevingué conegut per la invenció de la cafetera Moka Express. Dissenyada el 1933, la cafetera ha esdevingut una icona d'estil des del 1950s. Alfonso Bialetti va ser també el fundador d'Industries Bialetti, fabricant italià d'estris de cuina.

## Indústries Bialetti
Bialetti va adquirir coneixements sobre com treballar el metall treballant una dècada en la indústria d'alumini francesa. El 1919 ja havia establert el seu propi taller a Crusinallo (Piemont) per fer productes d'alumini, que es va acabar convertint en la companyia Bialetti. Va transformar el seu taller – Alfonso Bialetti & C. Fonderia a Conchiglia – en un estudi pel disseny i la producció.

## El Moka Express

### Disseny

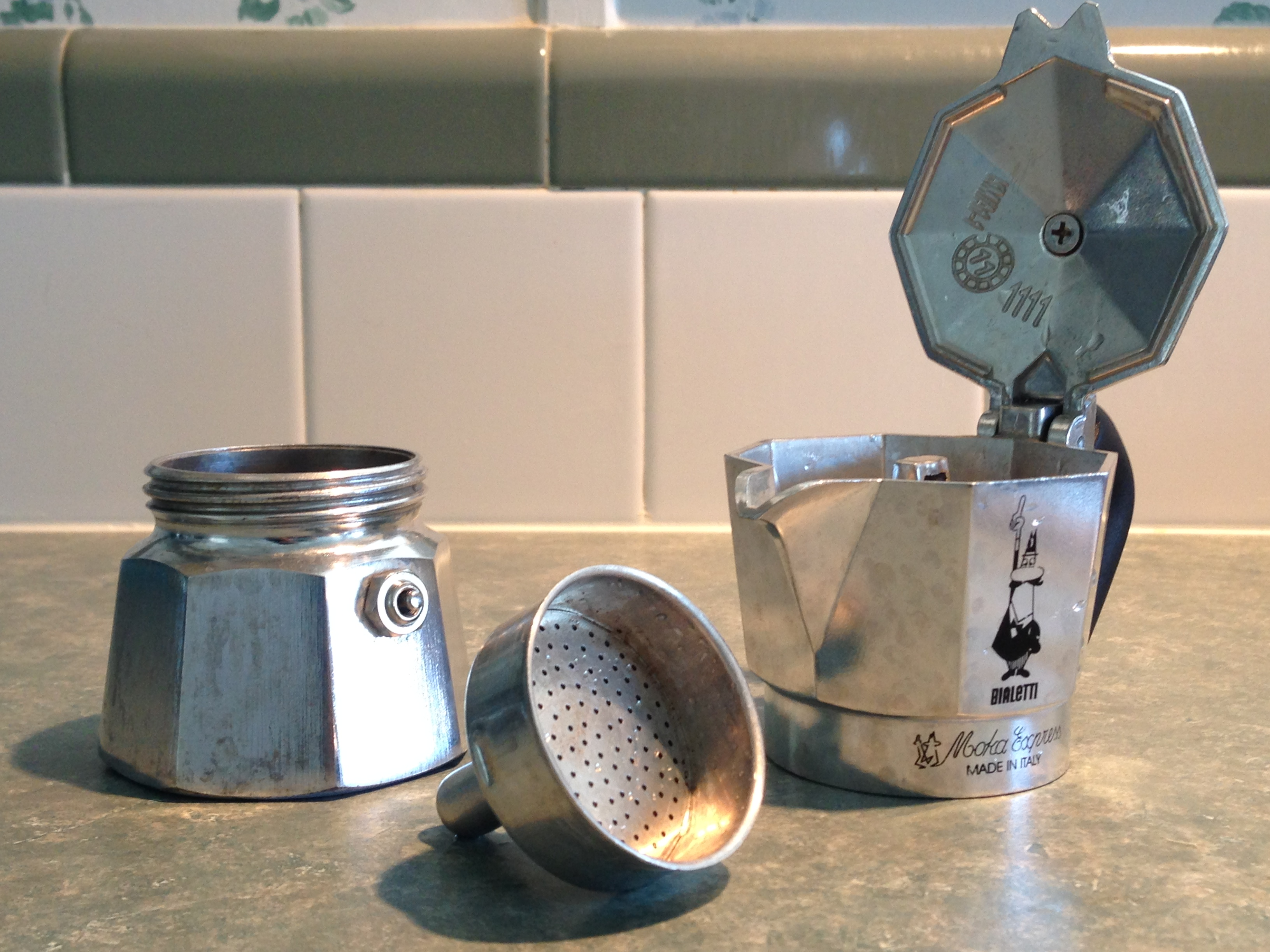
Components d'una cafetera Bialetti Moka Express.

Bialetti va completar el seu disseny per la cafetera Moka Express el 1933. En italià es coneix com la Moka, la macchinetta o la caffettiera. Els models originals de la cafetera són exhibits en el Museu de Disseny del Londres. Bialetti va ser probablement influït per dissenyadors contemporanis com Hoffmann, Puiforcat, Genazzi i Henin; parcialment, es va inspirar en els seus dissenys de cafeteres.
El disseny net i clàssic de la cafetera amb un cos metàl·lic i simètric de vuit cares que s'ha mantingut constant durant més de 70 anys (bastant inusual en un món que canvia constantment) fa que la cafetera es reconeixi fàcilment. El disseny de Bialetti ha servit també com a inspiració per dissenyadors moderns; per exemple, Julian Lwin a Nova York homenatjà la cafetera amb una col·lecció de taules i cadires anomenada "Dr. Octagon Espresso".
L'ús d'alumini per construir el cos de la cafetera va ser també un concepte industrial relativament nou, atès que l'alumini no era un metall domèstic tradicional. De manera ràpida, aquest material va esdevenir més i mes habitual a les cuines i els anys 1930s es consideren com l'època daurada de la producció d'alumini per a productes de la cuina.

### Desenvolupament i màrqueting
El Moka va convertir la companyia Bialetti en el fabricant de cafeteres capdavanter a Itàlia. Entre 1934 i 1940, l'humil Moka va ser comercialitzat només localment - venut per Alfonso als mercats setmanals dins Piemont. En aquests sis anys només es van produir 70.000 unitats. El 2001, s'havien produit un total de 220 milions d'unitats. Durant la Segona Guerra Mundial els preus en augment del cafè i l'alumini van desaccelerar la producció dels productes de Bialetti. No va ser fins que Renato, el fill d'Alfonso, va agafar les regnes de la companyia el 1946 que la companyia no es va centrar en un producte sol: el Moka Express. Una enorme campanya de màrqueting va ser iniciada per Renato que incloïa televisió, anuncis als carrers de Milà i fins i tot la creació d'una estàtua gegant del Moka Express.
L'omino Contra i baffi – la mascota de la companyia – va ser basada en un disseny humorístic d'Alfonso Bialetti. Els croquis inicials i logo van ser creats el 1953 per Paul Campani. El 1956 Bialetti havia construit una fàbrica moderna a Omegna.

### Impacte social
Les màquines de cafè exprés prèvies a la màquina de Bialetti eren grans, cares i tècnicament va complicades. Poques persones les mantenien a casa de tal manera que beure cafè era en gran part un afer públic. La cafetera Moka Express, que era comparativament petita, barata, i fàcil d'utilitzar, va fer factible que moltes persones preparessin espresso a casa.

### Mecànica de percolació de cafè
Els compostos aromàtics i altres compostos de sabor són extrets de grans de cafè pel Moka utilitzant un procés conegut com a percolació. Per tal de percolar el cafè, el percolador és col·locat sobre una àrea escalfada i és calentat fins que la pressió en el compartiment d'aigua augmenta, provocant que l'aigua ascendeixi a través d'un embut, a través dels grans de cafè, a través d'un filtre i, finalment, al compartiment superior. Segons el màrqueting de Bialetti, el disseny mecànic de la cafetera Moka es va inspirat en les rentadores primitives utilitzades per les dones italianes: la roba era bullida en tubs que es disposaven al voltant d'un conducte central que treia aigua bullint sabonosa que es redistribuïa per la roba a través d'una obertura radial.

## Curiositats
- Alfonso Bialetti és l'avi d'Alberto Alessi d'Alessi (la famosa casa de disseny italiana).